# Juan Montoya (Radsportler)
Juan José Montoya (* 22. November 1932; † unbekannt) war ein guatemaltekischer Radrennfahrer.

## Sportliche Laufbahn
Montoya war im Bahnradsport aktiv. Er war Teilnehmer der Olympischen Sommerspiele 1952 in Helsinki. Guatemala wurde mit Armando Castillo, Fernando Marroquín, Carlos Sandoval und Juan Montoya in der Mannschaftsverfolgung auf dem 21. Rang klassiert.
Bei den Zentralamerika- und Karibikspielen 1954 gewann er in der Mannschaftsverfolgung die Bronzemedaille.